# Montivipera xanthina
Montivipera xanthina är en ormart som ingår i släktet Montivipera och familjen huggormar. 

## Beskrivning
En stor, kraftigt byggd huggorm med en längd normalt mellan 80 och 120 cm. Ovansidan är blekgrå till brunaktig med mörkbruna, svartkantade, rombformade fläckar längs ryggen, som kan smälta samman till ett sicksackband. Sidorna är ofta mörkare, medan undersidan är ljusgrå med mörkare fläckar. Det triangelformade huvudet har fyra mörka fläckar, två större och två mindre.

## Ekologi
Montivipera xanthina lever i solbelysta, gärna fuktiga buskage och högstäpper, där den kan gå upp till 2 000 meter, i asiatiska Turkiet 2 500 meter. Den är vanlig i människopåverkade habitat, som ruiner, förortsträdgårdar och odlad mark som bland annat olivlundar, men kan även förekomma i skogar och sankmarker.
Arten är normalt dagaktiv, även om den under mycket heta perioder även kan vara i rörelse under delar av natten. I områden med kyligare klimat förekommer det att arten går i ide under vintern, ofta flera individer tillsammans.

### Föda
De fullvuxna ormarna lever på däggdjur och fåglar, medan ungarna framför allt tar ödlor.
Ormen är mycket giftig, och kan orsaka dödsfall. Forskarna har börjat intressera sig för giftets egenskaper eftersom det förutom att vara vävnadsförstörande (som de flesta huggormsgifter) även är antibakteriellt.

### Fortplantning
Före parningen utkämpar hanarna strider mot varandra, där de brottas med delvis upprätt kropp och försöker tvinga motståndaren till marken. Arten är levandefödare; honan kan få mellan 2 och 15 ungar, i sällsynta fall upp till 20.

## Status
Arten är klassificerad som livskraftig av IUCN, och populationen är stabil. Det finns dock lokala hot, som kommersiell insamling, inklusive illegal sådan, samt lokal förföljelse.

## Utbredning
Arten finns i Turkiet, nordöstra Grekland och på de grekiska öarna Lesbos, Chios, Samos, Patmos, Leipsoi, Leros, Kalymnos, Kos, Symi, Chalki och Oinousses.